# Paní Zima (2008)
Paní Zima je německá filmová pohádka z roku 2008 na motivy příběhu bratří Grimmů. Vypráví o dvou sestrách, které jsou každá jiná, Marie je hodná a pracovitá, Louisa je líná a zhýčkaná. Louisa se v závěru filmu polepší.

## Děj
V jedné vesničce žije vdova tkalcová se psem Chlupáčem a dvěma dcerami, Marií a Louisou.
Marie jednou přede u studny, píchne se o vřeteno a vřeteno je od krve. chce ho omýt, a vřeteno jí spadne do studny. Za ním padá Marie. Probudí se na louce, a odtud dojde do domu paní Zimy. Cestou všem pomáhá. U paní Zimy nějaký čas zůstane pomáhat. Na jaře se jí moc stýská po domově, a paní Zima jí ukáže cestu domů. Marie se vrátí v krásných šatech a se zlatým vřetenem. Všichni na ní mohou oči nechat a Louisy si nikdo nevšímá. Louisa Marii napodobí.
Nikomu nepomůže, a i u paní Zimy je moc líná. Ta ji nakonec pošle domů. Louisa se vrátí špinavá s hroznými šaty, a špínu ze sebe nemůže smýt. Šaty si převlékne, ale má je pořád špinavé. Brečí, že ji nikdo nemá rád, a uslyší hlas paní Zimy. „Každý den může být nový začátek. Záleží jen na tobě.“ potom pomůže motýlkovi v pavučině, vytáhne Chlupáčovi trn z packy, a vrátí Marii brož, kterou jí kdysi sebrala. Potom už vypadá normálně a je taky už hodná a pilná.